# Doghouse
Doghouse è un film del 2009 diretto da Jake West.